# Zbor građana (Srbija)
| Zbor građana       | |
|                    | |
| Tip:               | Institut neposredne demokratije, telo lokalne samouprave                                                           |
| Država:            | Republika Srbija                                                                                                   |
| Pravni osnov:      | Zakon o lokalnoj samoupravi (Član 58 i 59)                                                                         |
| Saziva:            | Gradonačelnik, predsednik skupštine, ovlašćeni predstavnik Saveta mesne zajednice ili grupa od najmanje 50 građana |
| Nadleznosti:       | Raspravlja o pitanjima od lokalnog značaja, podnosi predloge i zahteve nadležnim organima                          |
| Obaveznost odluka: | Nadležni organi su dužni da razmotre predloge i u roku od 60 dana obaveste građane o svom stavu                    |
| Savremena primena: | Platforma za lokalni, ekološki i opozicioni aktivizam; koristi se za organizovanje protesta i blokada              |

Zbor građana je jedan od najvažnijih mehanizama neposrednog učešća građana u ostvarivanju lokalne samouprave u Republici Srbiji. Iako su danas definisani Zakonom o lokalnoj samoupravi, njihovi koreni sežu u period Socijalističke Federativne Republike Jugoslavije (SFRJ). Od tada, uloga zborova se menjala – od formalne u samoupravnom socijalističkom sistemu do aktivističke platforme u savremenoj Srbiji.

## Istorijski razvoj
1.  Period SFRJ: U vreme Jugoslavije, zborovi građana su bili deo koncepta samoupravljanja. Njihova svrha je bila da omoguće neposredno učešće građana u donošenju odluka, pružajući dodatnu legitimaciju odozdo za odluke koje su donosili organi vlasti. Međutim, u praksi je njihova uloga često bila formalna, a ključne odluke su se donosile u partijskim organima.

2.  Period SRJ i tranzicije: Nakon raspada SFRJ, zborovi građana su ostali u pravnom sistemu, ali su u periodu Savezne Republike Jugoslavije i u tranziciji često gubili na značaju. Mesne zajednice i zborovi su bili slabo funkcionalni, a njihov uticaj na lokalnu politiku bio je minimalan.
3.  Savremena primena: U poslednjoj deceniji, zborovi su ponovo postali aktuelni. Iako su zakonski definisani, oni se sve više koriste kao platforme za građanski aktivizam i politički pritisak, posebno u borbi protiv korupcije, ekoloških problema i urbanističkog haosa.

## Pravna regulativa i funkcija
Danas je zbor građana definisan Zakonom o lokalnoj samoupravi, i to je jedini pravni osnov na kojem funkcioniše. Neke od ključnih odredaba zakona uključuju:
- Sazivanje: Zbor može da sazove predsednik Skupštine opštine/grada, gradonačelnik, ili ovlašćeni predstavnik mesne zajednice. Ono što je najvažnije, zbor mogu sazvati i sami građani, odnosno grupa od najmanje 50 građana sa prebivalištem na području za koje se zbor saziva.[5]
- Ovlašćenja: Zborovi raspravljaju o lokalnim problemima i donose zahteve i predloge većinom glasova prisutnih, koji se zatim upućuju nadležnim organima.[6]
- Obaveznost razmatranja: Zakon obavezuje nadležne organe da u roku od 60 dana razmotre predloge i obaveste građane o svom stavu. Međutim, nedostatak mehanizama za sankcionisanje organa koji ne postupe po ovome često umanjuje efikasnost zborova.[7]

Pravila o kvorumu i načinu glasanja mogu se razlikovati u zavisnosti od statuta opštine ili grada. Na primer, u Beogradu su uslovi za održavanje validnog zbora vrlo strogi, što ga čini teško izvodljivim u praksi.

## Politički profil
Iako su po zakonu apolitični, zborovi su u savremenoj Srbiji postali moćan instrument političkog aktivizma. Njihovo delovanje se često oslanja na principe direktne demokratije, a motivisano je konkretnim ideološkim stavovima, kao što su:
- Ekološki i lokalni aktivizam: Zborovi se često formiraju kao odgovor na konkretne probleme, poput urbanističkih planova ili ekoloških pretnji.[9] Oni služe kao glas lokalne zajednice u borbi za pravo na zdravu životnu sredinu[10]
- Opoziciono delovanje: U urbanim sredinama, zborovi građana su povezani sa opozicionim strankama i pokretima. Korišćenje zborova kao platforme za organizovanje protesta i blokade postalo je sredstvo za vršenje političkog pritiska na vladajući režim.[3]

Vlasti često optužuju zborove da su politički instrumenti opozicije, a ne autentičan glas građana, dok aktivisti insistiraju na legitimnosti svojih zahteva.